# Torla
Torla (aragónul Torla-Ordesa) község Spanyolországban, Huesca tartományban. Torla Fanlo, Broto, Yésero, Panticosa, Gavarnie-Gèdre és Cauterets községekkel határos. Lakosainak száma 335 fő (2024).

## Nevezetességek
Torla egyike annak a hat községnek, amelyek közigazgatási területén osztozik az Ordesa és Monte Perdido Nemzeti Park.

## Népesség
A település népessége az utóbbi években az alábbiak szerint változott:
| Lakosok száma | 328  | 315  | 319  | 324  | 320  | 293  | 299  | 304  | 307  | 335  |
|               | 2001 | 2004 | 2007 | 2009 | 2012 | 2014 | 2017 | 2019 | 2022 | 2024 |